# Chimarrhodella peruviana
Chimarrhodella peruviana is een schietmot uit de
familie Philopotamidae. De soort komt voor in het Neotropisch gebied.